# Tovarna avtomobilov Maribor
Tovarna avtomobilov in motorjev (TAM) es un fabricante esloveno de vehículos de uso comercial localizado en Maribor, Eslovenia.
La firma TAM se fundó en 1947. En la era de la posguerra, se convierte en el primer fabricante de camiones especializados de Yugoslavia. Su primer modelo, el "TAM Pionir", fue construido bajo licencia de la compañía automotriz checoslovaca Praga. El "TAM Pionir" se manufacturó hasta el año de 1962. Un total de 1700 unidades se construyeron en este periodo. En 1958, TAM comienza a manufacturar vehículos bajo licencia de la compañía alemana, luego italiana Magirus-Deutz. En 1961, la empresa es renombrada como "Tovarna Avtomobilov in Motorjev Maribor" (Fábrica de Automóviles y motocicletas de Maribor). En la década de 1980, sin embargo, dadas las dificultades financieras de la compañía comienza a reducir sus ventas, y finalmente en 1996 la empresa fue liquidada. Luego otra compañía, la Tovarna Vozil Maribor (TVM), fundada en 2001, reclama el derecho de ser la sucesora legal de la anterior.

## Cantidad de Vehículos producidos por año

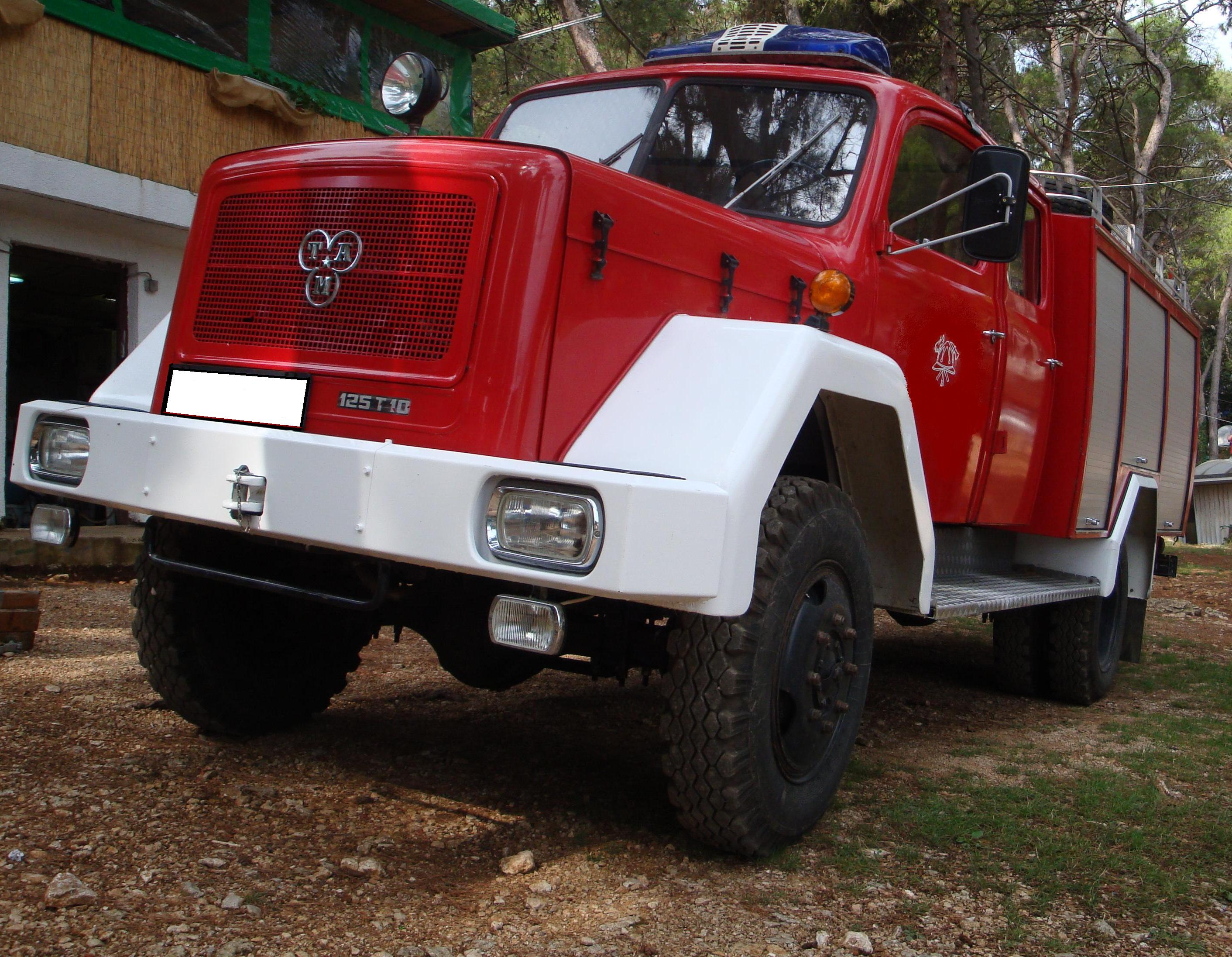
Un camión de bomberos TAM 125 T 10

| Año  | N.º de Vehículos producidos por año |
| ---- | ----------------------------------- |
| 1947 | 27                                  |
| 1948 | 113                                 |
| 1949 | 288                                 |
| 1950 | 446                                 |
| 1951 | 787                                 |
| 1952 | 716                                 |
| 1953 | 1389                                |
| 1954 | 1659                                |
| 1955 | 1966                                |
| 1956 | 2310                                |
| 1957 | 2749                                |
| 1958 | 2526                                |
| 1959 | 2605                                |
| 1960 | 2777                                |
| 1961 | 2838                                |
| 1962 | 3013                                |
| 1963 | 3508                                |
| 1964 | 3872                                |
| 1965 | 3943                                |
| 1966 | 4085                                |
| 1967 | 4764                                |
| 1968 | 5513                                |
| 1969 | 5621                                |
| 1970 | 6442                                |

## Denominación de los vehículos de manufactura TAM
Camiones: un ejemplo, el 190 T 11
- El primer número (190) establece la fuerza de la motorización. (En HP (caballos de potencia))
- La letra (T) es la inicial de la palabra eslovena para Camión ("Tovornjak").
- El segundo número (11) es para la carga máxima; dada en toneladas.

Buses: un ejemplo, el 260 A 116 M
- El primer número (260) establece la fuerza de la motorización. (En HP (caballos de potencia))
- La primera letra (A) es la inicial de la palabra eslovena para bus de turismo ("Avtobus").
- La segunda letra (P) es la inicial de la palabra eslovena para bus de turismo interurbano ("Primestni", Bus de servicio Interurbano)
- La segunda letra (P) puede ser también la inicial de la palabra eslovena para bus de turismo interurbano ("Turistični", Bus de Turismo)